# Cotinga aladaurada
La cotinga aladaurada (Lipaugus ater) és un ocell de la família dels cotíngids (Cotingidae).

## Hàbitat i distribució
Habita els boscos de les muntanyes costaneres del sud-est del Brasil.